# Bonito (Pará)
Bonito es un municipio brasileño del estado del Pará. Se localiza a una latitud 01º21'45" sur y a una longitud 47º18'21" oeste, estando a una altitud de 49 metros. Su población estimada en 2004 era de 10.493 habitantes.
Posee un área de 564,8599 km². Formó parte del municipio de São Miguel del Guamá hasta 1961, cuando obtuvo su autonomía municipal.